# PH1350
PH1350 (e successivamente CEE22) è il nome di un sottomarino a propulsione diesel, in grado di riciclare i propri gas di scarico, sviluppato dal 1980 al 1989 dalla società Maritalia, Meridionale Lavori Marittimi, di Gaeta (LT), una società del gruppo Micoperi.
Il progetto, elaborato dall'ingegnere Giunio Santi, fu portato a termine con successo con il record del mondo di immersione a 350 metri realizzato nei mari prospicienti Taranto, con i piloti Lucio Moriconi, Diego Padoan e Robert Dadini: il sottomarino riuscì a "respirare" i propri gas di scarico mantenendo in moto per più di un'ora un motore diesel Mercedes OM308 modificato in tal senso.
Prima del record, il PH1350 aveva già compiuto più di 100 ore di moto a circuito chiuso nel golfo di Gaeta.

## Funzionamento
Il motore diesel utilizza aria e gasolio. La percentuale di ossigeno nell'aria è circa del 21%, mentre i rimanenti gas inerti sono costituiti per la grandissima parte da Azoto (79&). Se al posto dell'azoto, dopo la partenza, sostituiamo i gas di scarico, opportunamente lavati e arricchiti di ossigeno al 23-25%, è possibile ottenere le medesime prestazioni, portandosi dietro come "payload" soltanto due bomboloni di ossigeno liquido ed assicurando un'incredibile autonomia di circa dieci giorni in immersione contro le sette-otto ore di un sommergibile convenzionale (sale in superficie per ricaricare le batterie con un gruppo diesel normale).
Per questi motivi il PH1350 era il mezzo più efficace tra le unità sottomarine perché molto più piccolo dei corrispondenti nucleari (il prototipo misurava 14,90 metri) ed aveva un'autonomia non paragonabile ai sistemi in uso elettrici/diesel.

## Il problema dell'ossigeno
Il vero e principale problema del progetto PH fu la misurazione dell'ossigeno iniettato rispetto a quello residuo contenuto nello scarico. Dapprima con un approccio ad ultrasuoni e successivamente utilizzando sonde misuratrici d'ossigeno a membrana della IL (USA), si arrivò, per mezzo di modifiche ad una sonda industriale Westinghouse (realizzate dal tecnico progettista Libero Formisani), ad avere un'analisi in tempo reale dei gas che permetteva variazioni di velocità , percentuale d'iniezione e controllo di potenza. Il controllore PID fu realizzato progettualmente dal prof. Sergio Cavaliere e dal prof. Augusto Piccialli, dell'università di Napoli e montato come prototipo dallo stesso Formisani.
Tre le indicazioni di ingresso: numero di giri, mediante dinamo tachimetrica, % di O2 mediante sonda Westinghouse (è ora la famosa sonda lambda che equipaggia tutte le vetture), posizione dell'acceleratore (pompa elettrica per gasolio American Bosch), mentre l'uscita regolava con una valvola micrometrica l'erogazione dell'ossigeno.

## Il team di lavoro
Il gruppo di ricerca avanzata creato a Gaeta con la Maritalia fu dapprima coordinato dal C.te Veniero di Marzio, ex MM e comandante sommergibilista, e successivamente dal dott. Sergio Carlini, che sfruttò le sue capacità manageriali acquisite in Micoperi e nella collegata Sub SEA Oil Services (SSOS) per dirigere gli impiegati tecnici Franco Varriale (elettrotecnica), Libero Formisani (elettronica), Michele Corrente (meccanica ed oleodinamica), Salvatore Tucci (tubazioni gas e carpenteria), Bambino Stefano Ciccone (saldature certificate in tutti i sistemi), Damiano Piselli (tornitura e carpenteria metallica), Pasquale Mitrano (tornitura e fresatura) ed altri operai.
Il team si trovò ad inventare letteralmente parti non in commercio, e a modificare le tipologie di impianti per adattarle al lavoro subacqueo, come l'impianto elettrico di bordo realizzato da F. Varriale secondo scelte proprie solo all'avionica (conduttori speciali antifiamma rendevano l'impianto operativo al limite fino a 200 gradi temperatura), nonché ad introdurre nuovi concetti sulla combustione (ad esempio camere di turbolenza realizzate sul cielo dei pistoni da parte di M. Corrente, che aumentarono la resa del motore di diversi cavalli).

## La conclusione dell'avventura
La Marina Militare italiana, che seguiva da vicino il progetto, pose di fatto il veto alla vendita e all'esportazione del mezzo verso paesi esteri che già avevano dimostrato il proprio interesse, come l'Iraq (il ministro della difesa del dittatore Saddam Hussein venne a Formia per provare a bordo le capacità del mezzo) o che potevano essere interessate ad una soluzione "povera" in alternativa al nucleare, per le proprie Marine Militari.
Micoperi, vista la sostanziale incapacità della commercializzazione e preparandosi alla chiusura di molte sedi di società collegate in Italia, decise nel 1989 di chiudere la sede operativa di Gaeta e liquidare le maestranze, che erano riuscite in nove anni a realizzare quello che gli ingegneri tedeschi del periodo nazista abbandonarono come studio.